# Jenő Fekete
Jenő Fekete (ur. 12 listopada 1910, zm. 1964) – węgierski piłkarz, występujący na pozycji obrońcy.

## Kariera
Karierę piłkarską rozpoczynał w klubie Rákoskeresztúri TE. W sezonie 1930/1931 zagrał w dwóch spotkaniach NB I w barwach III. Kerület, debiutując 2 listopada 1930 roku w zremisowanym 3:3 meczu z Újpestem. Następnie przeszedł do Budai 11, gdzie w ciągu sześciu sezonów zagrał w stu ligowych meczach. W latach 1936–1938 reprezentował barwy Phöbus FC, po czym do 1941 roku występował w Újpescie. Karierę kończył w Rákoskeresztúri. Zmarł w 1964 roku.
W 1936 roku rozegrał trzy spotkania w reprezentacji Węgier.

## Statystyki ligowe
| Sezon     | Klub            | Liga | Mecze | Gole |
| --------- | --------------- | ---- | ----- | ---- |
| 1930/1931 | III. Kerület FC | NB I | 2     | 0    |
| 1931/1932 | Budai 11        | NB I | 13    | 0    |
| 1932/1933 | Budai 11        | NB I | 18    | 0    |
| 1933/1934 | Budai 11        | NB I | 21    | 0    |
| 1934/1935 | Budai 11        | NB I | 22    | 0    |
| 1935/1936 | Budai 11        | NB I | 26    | 0    |
| 1936/1937 | Phöbus FC       | NB I | 25    | 0    |
| 1937/1938 | Phöbus FC       | NB I | 25    | 1    |
| 1938/1939 | Újpest FC       | NB I | 15    | 0    |
| 1939/1940 | Újpest FC       | NB I | 13    | 1    |
| 1940/1941 | Újpest FC       | NB I | 4     | 0    |